# Заря (Антоновский сельский округ)
Заря (каз. Заря) — село в Айыртауском районе Северо-Казахстанской области Казахстана. Входит в состав Антоновского сельского округа. Код КАТО — 593233480.

## Население
В 1999 году население села составляло 240 человек (124 мужчины и 116 женщин). По данным переписи 2009 года, в селе проживало 107 человек (50 мужчин и 57 женщин).